# 佩利河
佩利河（Pelly River）是加拿大的一条河流，是育空河的源流之一。佩利河发源于马更些山脉，总长度约530km (329 mi)。罗斯河、法罗、佩利克罗辛等城镇皆位于佩利河畔。该河流以哈德逊湾公司约翰·亨利·佩利爵士的名字命名。